# Старомерчанский техникум ветеринарной медицины
Старомерчанский техникум ветеринарной медицины — средне-специальное учебное заведение в посёлке городского типа Старый Мерчик Валковского района Харьковской области, прекратившее своё существование.

## История
После окончания гражданской войны дворянская усадьба Шидловских в селении Старый Мерчик была национализирована и отремонтирована, и в ней было открыто учебное заведение - изначально имевшее статус сельскохозяйственной школы, однако в дальнейшем преобразованное в Старомерчанский сельскохозяйственный техникум.
Во время Великой Отечественной войны с 19 октября 1941 до 1943 года посёлок был оккупирован наступавшими немецкими войсками. В ходе боевых действий здание было повреждено, но после окончания войны - восстановлено, и сельскохозяйственный техникум возобновил работу.
В дальнейшем, учебное заведение было преобразовано в Старомерчанский ветеринарно-зоотехнический техникум. В это время учащиеся техникума проходили производственную практику в расположенном в посёлке колхозе "Дружба" и других хозяйствах области.
После провозглашения независимости Украины техникум перешёл в ведение министерства сельского хозяйства и продовольствия Украины.
В дальнейшем, в связи с сокращением количества специальностей и преподаваемых дисциплин, учебное заведение было переименовано в Старомерчанский техникум ветеринарной медицины. 
В марте 1995 года Верховная Рада Украины внесла техникум в перечень предприятий, учреждений и организаций, приватизация которых запрещена в связи с их общегосударственным значением.
В мае 1997 года Кабинет министров Украины утвердил решение о ликвидации находившегося в посёлке техникума ветеринарной медицины и он прекратил существование. В июне 1998 года здание усадьбы передали в коммунальную собственность Харьковской области.
В дальнейшем, здание усадьбы XVIII века не эксплуатировалось, ветшало и разрушалось. 16 апреля 2018 года в заброшенном здании возник пожар. Тушение пожара продолжалось больше суток, здание усадьбы выгорело изнутри. После пожара от усадьбы остались развалины.

## Известные выпускники
- Олейник, Николай Иванович - Герой Социалистического Труда